# Andrij Parubij
Andrij Wołodymyrowycz Parubij, ukr. Андрій Володимирович Парубій (ur. 31 stycznia 1971 w Czerwonogrodzie) – ukraiński działacz polityczny i samorządowy, deputowany do Rady Najwyższej Ukrainy, a w latach 2016–2019 jej przewodniczący, komendant Euromajdanu i koordynator Samoobrony Majdanu.

## Życiorys
Od 1988 zaangażowany w działalność antysowiecką, w 1989 został aresztowany za organizację nielegalnego wiecu. W 1991 wszedł w skład rady regionalnej obwodu lwowskiego. W tym samym roku wraz z Ołehem Tiahnybokiem współtworzył Socjal-Narodową Partię Ukrainy (później przemianowaną na Ogólnoukraińskie Zjednoczenie „Swoboda”).
W 1994 ukończył historię na Lwowskim Uniwersytecie Narodowym im. Iwana Franki, odbył aspiranturę w katedrze nauk politycznych i socjologicznych na Politechnice Lwowskiej. Od 1994 do 1998 był radnym miejskim we Lwowie. Od 1996 kierował paramilitarną grupą Patriot Ukrajiny powiązaną z SNPU, w 2004 wystąpił z tych organizacji. W 1999 został redaktorem naczelnym politycznego czasopisma „Orijentyry”.
W 2004 brał udział w pomarańczowej rewolucji jako komendant Ukraińskiego Domu. W 2005 stanął na czele ugrupowania Związek Ludowy „Ukraińcy!”, przekształconego w organizację społeczną. W 2006 z ramienia Naszej Ukrainy został radnym rady obwodowej. W wyborach w 2007 uzyskał mandat posła do Rady Najwyższej Ukrainy z listy Naszej Ukrainy-Ludowej Samoobrony. W 2012 ponownie wybrany do parlamentu, tym razem z listy jednoczącej środowiska opozycyjne Batkiwszczyny.
Od listopada 2013 do lutego 2014 należał do przywódców antyrządowych protestów – był tzw. komendantem Euromajdanu i koordynatorem Samoobrony Majdanu, zapewniającej ochronę demonstrantów i bezpieczeństwo w mieście. Po ucieczce prezydenta Wiktora Janukowycza został mianowany sekretarzem Rady Bezpieczeństwa Narodowego i Obrony Ukrainy, pełnił tę funkcję do 7 sierpnia 2014. W tym samym miesiącu później wystąpił z Batkiwszczyny razem z m.in. stojącym na czele rządu Arsenijem Jaceniukiem. Znalazł się następnie w gronie założycieli Frontu Ludowego, na czele którego stanął urzędujący premier. W wyborach z października tegoż roku uzyskał mandat posła VIII kadencji.
14 kwietnia 2016 zastąpił Wołodymyra Hrojsmana na funkcji przewodniczącego ukraińskiego parlamentu. W 2019 wybrany do parlamentu na kolejną kadencję z listy ugrupowania Europejska Solidarność. 29 sierpnia zakończył pełnienie funkcji przewodniczącego parlamentu.

## Odznaczenia
- Order Księcia Jarosława Mądrego V klasy (2009)[11]
- Order Za Zasługi III klasy (2006)[12]